# أتسوشي أوباتا
أتسوشي أوباتا (باليابانية: 小畑篤史؛ بالكانا: おばた あつし) هو مجدف ياباني، ولد في 15 ديسمبر 1973 في كيوتو في اليابان.

## وصلات خارجية
- أتسوشي أوباتا على موقع الاتحاد الدولي للتجديف (الإنجليزية)
- أتسوشي أوباتا على موقع اللجنة الأولمبية الدولية (الإنجليزية)
- أتسوشي أوباتا على موقع أوليمبيديا (الإنجليزية)